# Melincué

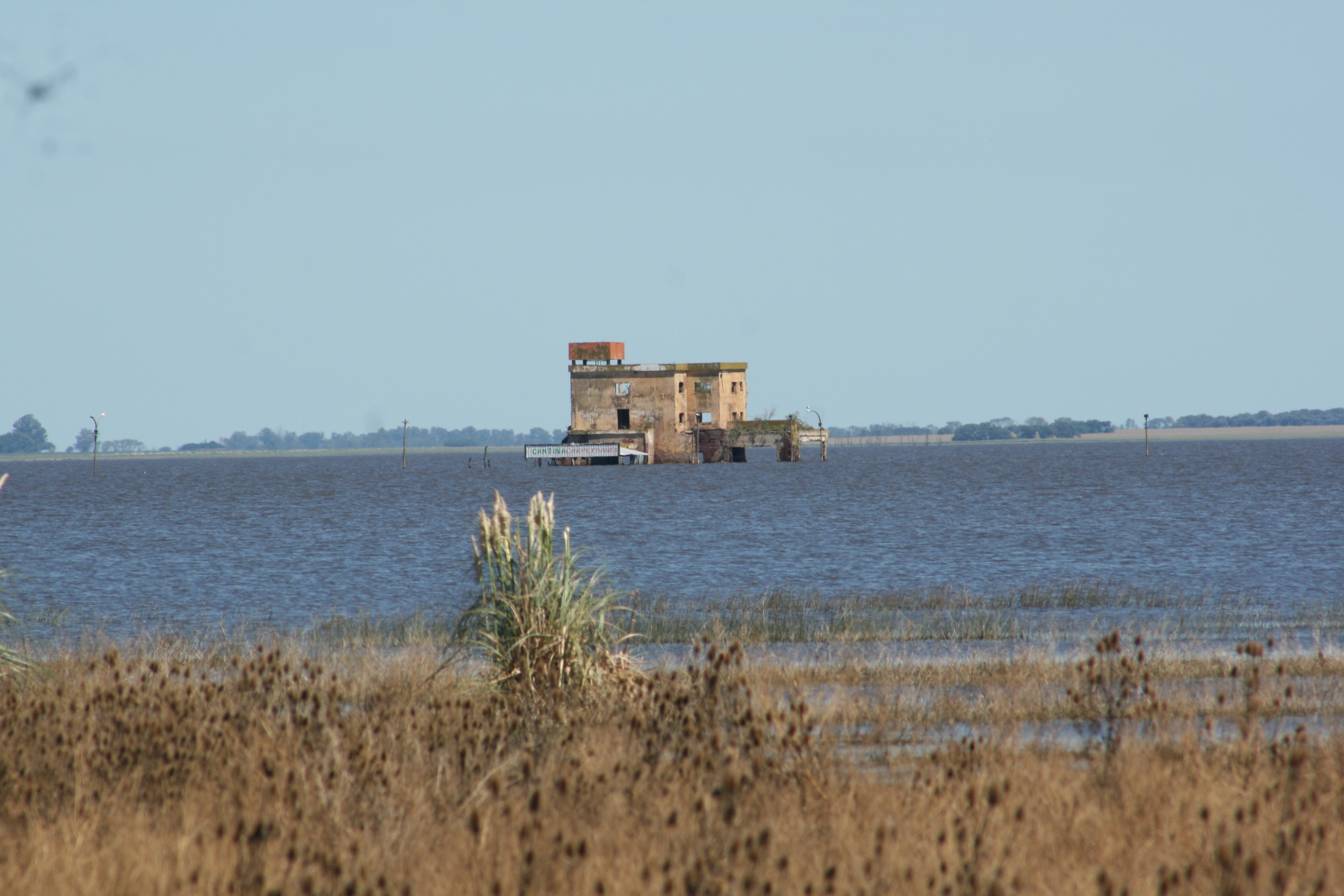
Hotel antigo de Melincueé

Melincué é uma comuna da província de Santa Fé, na Argentina.